# رندل کلایسر
رندل کلایسر (انگلیسی: Randal Kleiser، زاده ۲۰ ژوئیه ۱۹۴۶) کارگردان اهل آمریکا است.
وی کارگردان فیلم‌هایی همچون گریس، مرداب آبی، کشتی شکسته عشق و شنل قرمزی بوده است.